# Västergötlands runinskrifter 9
Västergötlands runinskrifter 9 är en runsten funnen 1878 i kyrkogårdsmuren vid Leksbergs kyrkogård, Leksbergs socken i Mariestads kommun. Runstenen är av granit och är 1,75 meter hög, 0,6 meter bred (N-S) och 0,4 meter tjock. Olov nacke omnämns även i runinskriften Vg 12.  

## Inskriften
Translitterering av runraden:
× kunur : arsti : sltn : þina : iftiʀ × a-(i)b × naka × foþur ÷ þrkls ×
Normalisering till runsvenska:
Gunnur ræisti stæin þenna æftiʀ A[l]æif Hnakka/Nakka, faður Þorkels.
Översättning till nusvenska:
Gunnur reste denna sten efter Olov nacke, Torkels fader